# Phenatoma
Phenatoma é um gênero de gastrópodes pertencente a família Borsoniidae.

## Espécies
- †Phenatoma decessor Marwick, 1928
- †Phenatoma lawsi Powell, 1942
- †Phenatoma perlata (Suter, 1917)
- †Phenatoma precursor Powell, 1942
- Phenatoma roseum (Quoy & Gaimard, 1833)[3]
- Phenatoma zealandica (E. A. Smith, 1877)[4]

Espécies trazidas para a sinonímia
- †Phenatoma (Cryptomella) crassispiralis Marwick, 1929: sinônimo de †Tomopleura crassispiralis (Marwick, 1929)
- Phenatoma novaezelandiae (Reeve, 1843):[5] sinônimo de Phenatoma rosea (Quoy & Gaimard, 1833)
- †Phenatoma (Cryptomella) crassispiralis Marwick, 1929: sinônimo de †Tomopleura crassispiralis (Marwick, 1929) (combinação original)